# Bothromus gibbus
Bothromus gibbus là một loài tò vò trong họ Ichneumonidae.